# 長順 (清朝)
長順（1839年—1904年，道光19年－光緒30年），字鶴汀，郭博勒氏，隸滿洲正白旗，清朝軍事人物，歷仕咸豐、同治、光緒三朝，勇號恩特赫恩巴圖魯，諡忠靖。

## 家族
祖籍黑龍江布特哈。達斡爾族。父親阿那吉善，咸豐時曾任副都統，受封武顯將軍、建威將軍。子希拉布，孫榮源，曾孫女是末代皇后婉容。

## 生平
藍翎侍衞起家。咸豐十一年（1861年），隨明慶於河南作戰，官至京旗副都統。隨咸豐帝車駕北狩熱河時，正值馬賊攻陷朝陽，遂從大學士文祥討平馬賊。又從侍郎勝保征剿捻軍，轉戰直、魯、皖、豫，以驍勇善戰聞名。同治元年（1862年），解潁州之圍，因功遷二等侍衛。多隆阿主持陝西軍事時，調赴陝西作戰，於潼關大敗回人，賜號恩特赫恩巴圖魯。攻咸陽馬家堡時，雖受重創，但待援軍趕至，又大破敵軍，並收復咸陽，晉頭等侍衛。同治三年（1864年），馬化龍佔據寧夏，又分兵淸水堡，互成犄角之勢，清軍久攻不下。長順乃自靈州襲淸水堡，乘勝取寧夏，奪城後因功晉副都統，賜一品頂戴。當時長順還不到四十歲，作戰時常常攻擊敵方堅陣。每當兵潰時，長順或抄襲其後，或橫阻其前，使潰散的士兵得以重新整列，是以常轉敗為勝。
同治六年（1867年），移師蘭州。當時省城缺乏戰備，數千回眾突然來犯，長順率百人隱於小溝，出其不意猛擊來敵，回軍驚愕而逃，又敗回軍於平番、皋蘭、狄道，規取河州，連破太子寺、高家集，獲清廷賞賚。同治八年（1869年），擢鑲黃旗漢軍副都統，回京供職兼充神機營專操官。同治十年（1871年）冬，陝西、甘肅回民侵擾北路軍台，遷科布多參贊大臣。同治十一年（1872年），署烏里雅蘇臺將軍。因與前署烏里雅蘇臺參贊大臣互參，於同治十三年（1872年）被革職。
光緒三年（1877年）復官，左宗棠進規新疆，並舉薦長順，歷署巴里坤領隊大臣、哈密幫辦大臣。光緒八年（1882年），清廷依據《中俄改訂條約》，諭令哈密幫辦大臣長順為伊犁段分界大臣，與俄國代表翡里德勘界後，簽訂《伊犁界約》。光緒九年（1883年）二月，又奉旨勘分新疆南段界務。十一月，遷烏魯木齊都統。光緒十年，改正白旗漢軍都統，光緒十四年三月補內大臣。
光緒十四年（1888年），任吉林將軍，時吉林發生水災，災民缺乏糧食，長順發庫帑，又募富民捐錢米以賑災民，全活災民無算，並且整頓貨幣，澄清吏治，清除盜賊，整頓旗務，境內一切皆治。光緒十七年（1891年），創修《吉林通志》，是吉林第一部官修省志，共122卷，是编纂吉林省地方志的重要歷史資料。
光緒二十年（1894年），甲午戰爭爆發，日軍攻陷海城，遼陽危急。清廷命長順往援，節制奉天各軍，倂嚴詔：“遼陽有失，唯長順是問。”時清兵潰軍紛集遼陽城下，遼陽署知州徐慶璋閉城不准潰軍入城，潰軍大鬨。長順領百騎至遼陽制止亂軍，日軍間諜不知長順只領百騎遂停止前進，遼陽逐得以保全。其後長順轉攻海城，交戰多日不勝。及後日軍繞道復攻遼陽，長順與依克唐阿回援，遼陽無恙。光緒二十二年四月，因病獲准辭官。
光緒二十五年（1899年），再任吉林將軍。正值義和團拳亂爆發，俄國進攻滿洲，奉天、黑龍江皆主戰，只有長順反對開戰。又上言“拳匪不可恃，東省鐵路隨地皆駐俄兵，宜善爲羈縻，寧嚴守以待戰，毋先戰以啓衅。”光緒帝嘉獎長順老成持重，令其統領奉天、吉林軍事。開戰後，奉天、黑龍江兩地皆遭逢兵災，而吉林無事，人皆服其先見。光緒三十年（1904年），日俄戰爭爆發，雙方於吉林大戰，長順嚴守中立，獨無所犯。
光緒三十年（1904年），卒於吉林將軍任上。清廷讚其「忠勇樸誠，勳勞懋著」、「治軍撫民，辦理交涉，諸臻妥協」，追贈太子少保、一等輕車都尉，諡忠靖，入祀賢良祠，並在陝西、甘肅等地建專祠。